# Sukra

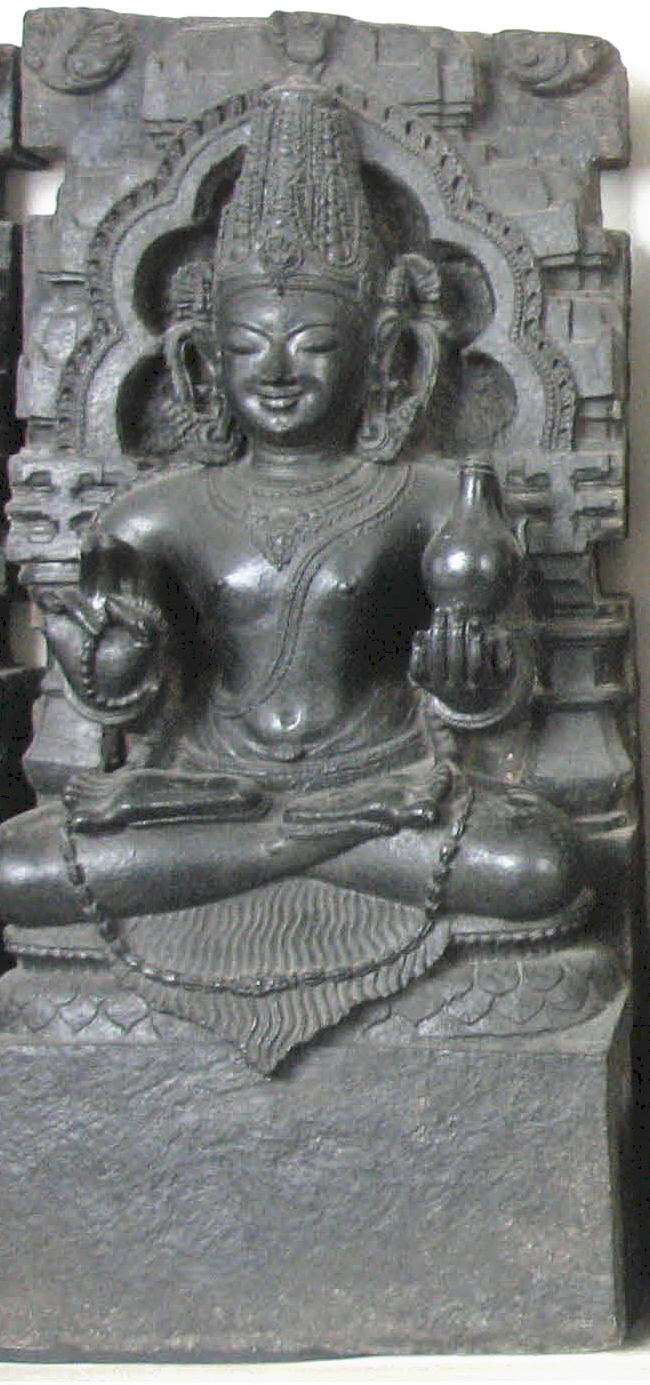
Estatua del gurú Shukra, gurú de los demonios y dios hinduista del planeta Venus (actualmente en el poder del Museo Británico).

Shukra es el nombre del gurú (maestro y preceptor) de los daitias y de los asuras (dos tipos de demonios).

## Nombre sánscrito
- śukra, en el sistema AITS (alfabeto internacional de transliteración sánscrita).
- शुक्र, en letra devanagari.
- Pronunciación:
  - [shukrá] en sánscrito.[1]
  - [shúkra] en idiomas modernos.

Su nombre honorífico es Shukra Acharia (शुक्राचार्य).

### Etimología de su nombre[1]
Desde el punto de vista etimológico, el término sánscrito shukrá es idéntico a shukla (śukla) ‘brillante, resplandeciente’.
Proviene de shuch (‘limpio’).
Como sustantivo se puede referir a
- brillo, claridad, limpieza.
- de color claro, blanco, blancuzco.
- puro, sin mancha.
- cualquier líquido limpio.
- brillo, limpidez, luz.
- el planeta Venus o su regente.
- agua.
- semen, de seres humanos o animales (tanto masculinos como femeninos); según el Rig-veda.[1]
- la droga psicotrópica soma clara o pura (según el Rig-veda).[1]
- receptáculo del soma.
- nombre de un mes del calendario hindú, llamado yieshtha (mayo-junio, personificado como guardián del tesoro del dios Kubera).
- nombre de los viajritis del gáiatri (bhūr, bhuvaḥ, svar).

## Descripción
Era hijo del rishi Bhrigu con Urshasuati.
Tiene piel blanca, aspecto agradable y edad media (no como se lo pinta en alguna iconografía moderna, como un anciano canoso y con barba).
Se lo describe montado en un camello, un caballo o un cocodrilo.
Sostiene en su mano una vara, cuentas para rezar y un padmá (loto), y a veces arco y flecha.
Se identifica con el planeta Venus, uno de los navagrahas (nueve astros).
Preside sobre el día shukra vara (viernes).

### Gurú Shukracharia
Shukra era un sabio de la rama Bhargava Atharvan y descendiente del sabio Kavi.
El planeta Shukra (de naturaleza femenina) es un planeta brahmínico.
Nació un viernes en el año Parthiva en Sravana Suddha Ashtami, cuando el nakshatra (‘estrella’) Suati estaba en ascendiente.
En la India, el viernes se conoce como shukravar (especialmente sánscrito, hindi, maratí, guyaratí, bengalí, asamés y canarés.
Fue a estudiar los Vedas bajo el rishi Anguirasa, pero se sintió perturbado por el favoritismo del sabio hacia su hijo Brihaspati (quien más tarde sería el gurú de los dioses).
Entonces Shukra fue a estudiar bajo el rishi Gótama, creador de algunos mantras del Rig-veda.
Shukra realizó muchas penitencias para propiciar al dios Shivá, quien le entregó el sanyívani mantra (un himno que revive a los muertos).
Se casó con Úrshasuati (la hija de Priiavrata) y tuvo cuatro hijos:
- Chanda
- Amarka
- Twashtra
- Dharatra

y una hija llamada Devaianí (que se casaría con Iaiati y tendría como hijo al rey Iadu).
En este periodo Brihaspati se convirtió en el gurú (preceptor) de los devas (dioses).
Por envidia, Shukra decidió convertirse en el gurú de los asuras.
Él ayudó a que los demonios vencieran a los dioses, utilizando su magia para revivir a los asuras muertos y heridos.

### Shukra y el dios Vámana
En una leyenda, el dios Vishnú nació como el bráhmana Vámana (‘enano’), hijo de Kashiapa.
Vámana quería ayudar a los devas, y fue al palacio del rey asura Bali, que era nieto del gran rey Prajlada.
El rey, de acuerdo con las reglas de etiqueta, le ofreció cualquier limosna que quisiera.
Vámana le dijo que solo quería la propiedad que ocuparan tres de sus pequeños pasos de enano.
El sabio Shukra lo identificó inmediatamente y le advirtió al rey que ese era Vishnú disfrazado, y que no le diera ninguna limosna.
Sin embargo el rey cumplió su palabra de honor y quiso sellar el regalo con el símbolo de derramar agua desde su mano hasta la de Vámana.
Shukracharia, gracias a sus poderes místicos, se introdujo en el pátra (recipiente para agua, con forma de tetera) y se sentó dentro del pico para evitar que saliera el agua del recipiente.
Vámana se dio cuenta, tomó una paja del piso y la introdujo en el agujero, pinchando el ojo izquierdo de Shukra.
Desde ese día, el gurú de los asuras fue conocido como tuerto.
Devaianí era la hija de Shukra, y fue rechazada por el hijo de Kacha.
Ella después logró casarse con el rey Iaiati, que fundó la dinastía Kuru.
En la época del Majabhárata (texto epicorreligioso del siglo III a. C.), Shukracharia fue mencionado como uno de los gurús de Bhishma, que en la juventud le enseñó a ejercer la política.

## Shukra en la astrología
En la astrología hinduista el planeta Shukra (Venus) se considera un astro benéfico y preside sobre los signos Vrishabha (Tauro) y Tula (Libra).
Es exaltado en Mīna (Piscis), y en su caída en Kania (Virgo).
Los planetas Mercurio y Saturno se consideran amistosos con Shukra, el Sol y la Luna son hostiles y Júpiter y el resto neutrales.
En la astrología, Shukra representa el talento artístico, la cualidad del cuerpo y la vida material, la riqueza, las mujeres (como sexo opuesto y objeto del deseo del varón heterosexual), el placer y la reproducción, las cualidades femeninas y la música y la danza.
Las personas que tienen un Shukra fuerte en sus horóscopos aprecian la naturaleza y disfrutan de relaciones armoniosas.
Sin embargo, una influencia excesiva puede causar el disfrutar demasiado de la vida sin lograr nada significativo.
Shukra es el señor de los tres nakshatras o mansiones lunares: Bharani, Purva Phalguni y Purva Ashadha.
En la astrología hinduista, hay un dasha (periodo planetario) conocido como shukra dasha, que permanece activo en el horóscopo de una persona durante 20 años. Es el dasha más largo entre todos los planetas.
Este dasha se cree que da más riqueza, fortuna y lujos a la vida de una persona si tiene a Shukra bien posicionado en su horóscopo.
Shukra está asociado con un mes del calendario hindú llamado yieshtha (mayo-junio, personificado como guardián del tesoro del dios Kubera).
Shukra tiene las siguientes asociaciones:
- Color: blanco
- Metal: plata
- Piedra: diamante.
- Dirección: sureste
- Estación: primavera
- Elemento: agua.

### Otros Shukra
- Nombre de Agní, que es el fuego, y el dios del fuego (según el Ramaiana).[1]
- el tercer Manu.
- Marutvat (‘como un marut’).
- un hijo del sabio Vásishtha (según el Visnú-purana).[1]
- uno de los saptarshís (los siete sabios) en la manuantara (era de Manu) de Bhautia Manu.
- un hijo de Bhava (según el Visnú-purana).[1]
- un hijo de Javir Dhana (según el Visnú-purana).[1]

### Otros Ushanas
- Ushanas es el nombre de un rishi (sabio) védico con el patronímico Kavia (‘descendiente de [el sabio] Kavi’,[4] que más tarde fue nombrado Ushanas Shukra.
- Ushanas es también el nombre del autor de un Dharma shastra (‘escritura sobre el deber religioso’, libro de leyes).